# 世光堂
世光堂是位于广东省揭阳市的基督教堂，始建于1892年，原名“福音礼拜堂”。属于揭阳市基督教会。1948年，为庆祝福音传入潮汕地区一百周年，更名为世光堂。
2016年，为扩建道路，世光堂原址已被拆除。新址于2024年12月1日开放。